# فو شنگجون
فو شنگجون (انگلیسی: Fu Shengjun؛ زادهٔ ۲۸ دسامبر ۱۹۷۲) کماندار اهل چین بود. وی در بازی‌های المپیک تابستانی ۱۹۹۲ و ۲۰۰۰ شرکت کرده‌است.